# Талда (Онгудайский район)
Талда (алт. Талду) — село в Онгудайском районе Республики Алтай России. Входит в Теньгинское сельское поселение.

## География
Расположено в горно-степной зоне центральной части Республики Алтай и находится у впадения реки Талда в р. Урсул.
Уличная сеть состоит из одного географического объекта: ул. Яш-Корбо.
Абсолютная высота 956 метров выше уровня моря
.

## Население
| 2010 | 2011 | 2012 | 2013 | 2014 | 2015 |
| ---- | ---- | ---- | ---- | ---- | ---- |
| 138  | ↘137 | ↘124 | ↘120 | ↗123 | ↘117 |
| 2016 |      |      |      |      |      |
| ↘98  |      |      |      |      |      |

Национальный состав
Согласно результатам переписи 2002 года, в национальной структуре населения алтайцы составляли 99 % от общей численности населения в 160 жителей

## Инфраструктура
Личное подсобное хозяйство. Животноводство.

## Транспорт
Находится на автодороге регионального значения «Ябоган — Туекта» (идентификационный номер 84К-132) (Постановление Правительства Республики Алтай от 12.04.2018 N 107 «Об утверждении Перечня автомобильных дорог общего пользования регионального значения Республики Алтай и признании утратившими силу некоторых постановлений Правительства Республики Алтай»).
Просёлочные дороги.